# Sam Garbarski
Pour les articles homonymes, voir Garbarski.
 Sam Garbarski est un réalisateur et scénariste belge né le 13 février 1948 à Planegg en Allemagne.

## Biographie
De 1970 à 1997, il préside l'agence de publicité Garbarski Euro RSCG. De 1997 à 2003, il réalise une cinquantaine de spots publicitaires, ainsi que trois courts métrages.
En 2003 il passe à son premier long métrage, Le Tango des Rashevski, d'inspiration partiellement autobiographique : « Le Tango est devenu un peu notre histoire » (la sienne et celle du coscénariste), explique-t-il.
Les scénarios de ses longs métrages ont été écrits ou coécrits avec le scénariste Philippe Blasband, également scénariste ou coscénariste de ses trois courts métrages antérieurs. Le projet de son deuxième film, Irina Palm (2007), « une tragi-comédie romantique politiquement incorrecte » selon le réalisateur, est en fait antérieur au premier bien que sorti quatre ans plus tard : faute d'avoir trouvé un financement, il a été mis de côté, puis réécrit en anglais et se passant à Londres, alors que la version initiale se déroulait à Bruxelles et en français.
En 2007, il passe devant la caméra en jouant dans Un secret de Claude Miller, où il interprète le père de Patrick Bruel, grand-père du narrateur.
Il est le père de l'actrice Tania Garbarski et de Max Garbarski, issus de son mariage avec Claude Garbarski-De Mets.

## Filmographie

### Comme réalisateur
- 1998 : La Dinde (court métrage)
- 2000 : Joyeux Noël Rachid ! (court métrage)
- 2000 : La Vie, la mort et le foot (court métrage)
- 2003 : Le Tango des Rashevski, avec Hippolyte Girardot, Ludmila Mikaël, Michel Jonasz, Daniel Mesguich, Jonathan Zaccaï
- 2007 : Irina Palm, avec Marianne Faithfull et Miki Manojlović
- 2010 : Quartier lointain[4], adaptation à l'écran de Quartier lointain, manga de Jirô Taniguchi, tourné en France et au Luxembourg
- 2013 : Vijay and I
- 2017 : Es war einmal in Deutschland…

### Comme acteur
- 2007 : Un secret, de Claude Miller : Joseph